# Champ-sur-Drac
Champ-sur-Drac este o comună în departamentul Isère din sud-estul Franței. În 2009 avea o populație de 3.139 de locuitori.

## Evoluția populației
| An        | 1975  | 1982  | 1990  | 1999  | 2006  | 2009  |
| --------- | ----- | ----- | ----- | ----- | ----- | ----- |
| Populație | 2.605 | 3.094 | 3.044 | 3.260 | 3.116 | 3.139 |